# Byšta
Byšta – wieś (obec) na Słowacji położona w kraju koszyckim, w powiecie Trebišov. Pierwsze wzmianki o miejscowości pochodzą z roku 1270. 
Według danych z dnia 31 grudnia 2012, wieś zamieszkiwało 158 osób, w tym 89 kobiet i 69 mężczyzn.
W 2001 roku pod względem narodowości i przynależności etnicznej 99,41% mieszkańców stanowili Słowacy, a 0,59% Węgrzy.
Ze względu na wyznawaną religię struktura mieszkańców kształtowała się w 2001 roku następująco:
- Katolicy rzymscy – 24,12%
- Grekokatolicy – 17,65%
- Prawosławni – 31,76%
- Ateiści – 0,59%
- Przedstawiciele innych wyznań – 4,71%